# Патрісія Каннінґ-Тодд
Патрісія Каннінґ-Тодд (англ. Patricia Canning Todd; 22 липня 1922 — 5 вересня 2015) — колишня американська тенісистка.
Найвищу одиночну позицію світового рейтингу — 4 місце досягла 1950 року.
Перемагала на турнірах Великого шолома в одиночному, парному та змішаному парному розрядах.

## Часова шкала турнірів Великого шлему в одиночному розряді
| W | Ф | ПФ | ЧФ | #Р | КТ | К# | DNQ | A | NH |

| Турнір               | 1938  | 1939  | 1940  | 1941  | 1942  | 1943  | 1944  | 1945  | 19461 | 19471 | 1948  | 1949  | 1950  | 1951  | 1952  | 1953 – 1956 | 1957  | Career SR |
| -------------------- | ----- | ----- | ----- | ----- | ----- | ----- | ----- | ----- | ----- | ----- | ----- | ----- | ----- | ----- | ----- | ----------- | ----- | --------- |
| Чемпіонат Австралії  |       |       |       | NH    | NH    | NH    | NH    | NH    |       |       |       |       |       |       |       |             |       | 0 / 0     |
| Чемпіонат Франції    |       |       | NH    | R     | R     | R     | R     |       | 3р    | П     | ПФ    |       | Ф     |       |       |             |       | 1 / 4     |
| Вімблдонський турнір |       |       | NH    | NH    | NH    | NH    | NH    | NH    | 3р    | ЧФ    | ПФ    | ПФ    | ПФ    |       | ПФ    |             |       | 0 / 6     |
| Чемпіонат США        | 1р    | 1р    | 3р    | 3р    | 2р    |       | 2р    | ЧФ    | ПФ    | ЧФ    | ПФ    | ЧФ    | ЧФ    | 3р    |       |             | 3р    | 0 / 14    |
| SR                   | 0 / 1 | 0 / 1 | 0 / 1 | 0 / 1 | 0 / 1 | 0 / 0 | 0 / 1 | 0 / 1 | 0 / 3 | 1 / 3 | 0 / 3 | 0 / 2 | 0 / 3 | 0 / 1 | 0 / 1 | 0 / 0       | 0 / 1 | 1 / 24    |

R = турнір обмежувався внутрішнім чемпіонатом Франції й відбувався під німецькою окупацією.
1У 1946 і 1947 роках чемпіонати Франції відбувалися після Вімблдону.

## Фінали турнірів Великого шолома

### Одиночний розряд (1–1)
| Результат | Рік  | Турнір            | Покриття | Суперниця  | Рахунок       |
| --------- | ---- | ----------------- | -------- | ---------- | ------------- |
| Перемога  | 1947 | Чемпіонат Франції | Ґрунт    | Доріс Гарт | 6–3, 3–6, 6–4 |
| Поразка   | 1950 | Чемпіонат Франції | Ґрунт    | Доріс Гарт | 4–6, 6–4, 2–6 |

### Парний розряд (2–8)
| Результат | Рік  | Турнір               | Покриття | Партнерка            | Суперниці                        | Рахунок        |
| --------- | ---- | -------------------- | -------- | -------------------- | -------------------------------- | -------------- |
| Поразка   | 1943 | Чемпіонат США        | Трава    | Мері Арнолд          | Луїз Браф Маргарет Осборн Дюпон  | 1–6, 3–6       |
| Поразка   | 1946 | Чемпіонат США        | Трава    | Мері Арнолд Прентісс | Луїз Броу Марґарет Осборн Дюпонт | 1–6, 3–6       |
| Перемога  | 1947 | Вімблдонський турнір | Трава    | Доріс Гарт           | Луїз Браф Маргарет Осборн Дюпон  | 3–6, 6–4, 7–5  |
| Поразка   | 1947 | Чемпіонат Франції    | Ґрунт    | Доріс Гарт           | Луїз Броу Марґарет Осборн Дюпонт | 5–7, 2–6       |
| Поразка   | 1947 | Чемпіонат США        | Трава    | Доріс Гарт           | Луїз Броу Марґарет Осборн Дюпонт | 7–5, 3–6, 5–7  |
| Перемога  | 1948 | Чемпіонат Франції    | Ґрунт    | Доріс Гарт           | Ширлі Фрай Мері Арнолд           | 6–4, 6–2       |
| Поразка   | 1948 | Вімблдонський турнір | Трава    | Доріс Гарт           | Луїз Броу Марґарет Осборн Дюпонт | 3–6, 6–3, 3–6  |
| Поразка   | 1948 | Чемпіонат США        | Трава    | Доріс Гарт           | Луїз Броу Марґарет Осборн Дюпонт | 4–6, 10–8, 1–6 |
| Поразка   | 1949 | Вімблдонський турнір | Трава    | Гассі Моран          | Луїз Броу Марґарет Осборн Дюпонт | 6–8, 5–7       |
| Поразка   | 1951 | Чемпіонат США        | Трава    | Ненсі Чаффі          | Ширлі Фрай Доріс Гарт            | 4–6, 2–6       |

### Мікст (1–3)
| Результат | Рік  | Турнір               | Покриття | Партнер         | Суперник і суперниця         | Рахунок        |
| --------- | ---- | -------------------- | -------- | --------------- | ---------------------------- | -------------- |
| Поразка   | 1942 | Чемпіонат США        | Трава    | Алехо Расселл   | Луїз Браф Тед Шредер         | 6–3, 1–6, 4–6  |
| Перемога  | 1948 | Чемпіонат Франції    | Ґрунт    | Ярослав Дробний | Доріс Гарт Френк Седжмен     | 6–3, 3–6, 6–3  |
| Поразка   | 1950 | Чемпіонат Франції    | Ґрунт    | Білл Талберт    | Барбара Скофілд Енріке Мореа | Без гри        |
| Поразка   | 1950 | Вімблдонський турнір | Трава    | Джефф Браун     | Луїз Броу Ерік Стерджесс     | 9–11, 6–1, 4–6 |